# Bay View (Kent)
Pour les articles homonymes, voir Bay View.
Bay View est un village anglais situé dans le district de Swale, comté du Kent.